# Bazoches-sur-le-Betz
Bazoches-sur-le-Betz là một xã trong tỉnh Loiret, vùng Centre-Val de Loire bắc trung bộ nước Pháp. Xã này nằm ở khu vực có độ cao từ 1201-152 mét trên mực nước biển.